# التئام الكسر
يعد التئام العظم أو التئام الكسر عملية  فسيولوجية  تكاثرية يقوم فيها الجسم بتسهيل علاج الكسر. وعادة ما يتضمن علاج الكسر رد الطبيب الكسر المنزاح إلى مكانه أولاً وذلك باستخدام طريقة نقل الموضع التي تكون مع التخدير أو بدونه، وتثبيته ثانيًا ثم انتظار التئامه التئاماً ذاتياً.

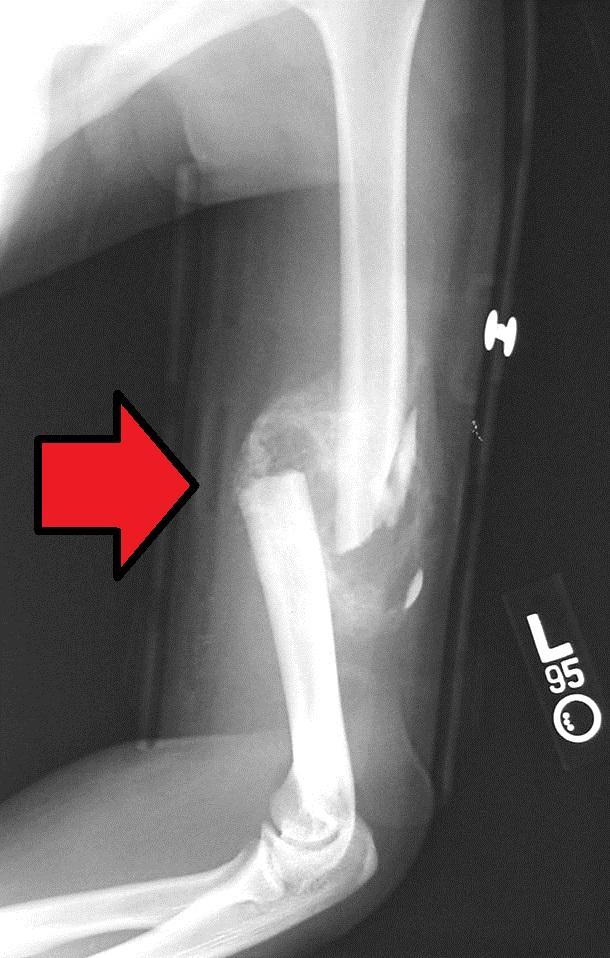
التئام الكسر من خلال تشكل الثقن وهو نسيج صلب يتكون في منطقة انكسار العظام في مرحلة الترميم كما توضح الأشعة السينية.

وكانت الدراسات قد كشفت أن تناول وجبات غذائية متكاملة له تأثير ملحوظ على سلامة عملية ترميم الكسر. كما اكتُشِف مؤخرًا أن تعرض منطقة الكسر لمجال مغناطيسي ثابت يحفز العمليات الفسيولوجية التي تقبع خلف معظم مراحل تكون العظم؛ مما يزيد من سرعة التئام الكسر وتكون العظم.
تعتمد عملية إعادة تجديد العظم بالكامل على زاوية الخلع أو الكسر، وفي حين أن تشكل العظم عادةً ما يستغرق مدة الالتئام بأكملها إلا أنه في بعض الحالات قد يشفى نخاع العظم المتواجد داخل الكسر قبل المرحلة النهائية لإعادة التشكيل بأسبوعين أو أقل.
قد تسهل جراحة العظم وتثبيته من التئام الكسر إلا أنه يلتئم في نهاية المطاف من خلال العمليات الفسيولوجية. وتعتمد عملية الالتئام اعتمادًا أساسيًا على السمحاق، وهو غشاء من النسيج الضام يغطي الطبقة الخارجية للعظام، ويعد السمحاق مصدرًا من مصادر الخلايا الطليعية التي تتحول إلى أرومات غضروفية وعظمية ضرورية لالتئام العظم. ويعد كل من النخاع العظمي والبطانة العظمية والأوعية الدموية الصغيرة و الأرومات الليفية مصادر أخرى من مصادر الخلايا الطليعية.

## المراحل
هناك 3 مراحل رئيسية لالتئام الكسر، ومرحلتين منهن يمكن أن تقسم إلى أقسام تحت فرعية ليكون المجموع خمس مراحل:
1. المرحلة التفاعلية
- مرحلة الكسر والالتهاب.
- النسيج الحُبَيبي.

2. المرحلة الترميمية
- تشكل ثقن الغضروف.
- ترسب العظم الصفاحي.

3. مرحلة إعادة التشكيل
- إعادة تشكيل كِفاف العظم الأصلي.

## المرحلة التفاعلية
أول تغير يُرى من خلال الفحص المجهري الإلكتروني الضوئي هو وجود كريات دم ملاصقة لمكان الإصابة في الانسجة. ويتبع الكسر انقباض في الأوعية الدموية؛ لوقف أي نزيف آخر. وبعد الكسر ببضعة ساعات، تُشَكل خلايا الدم التي تقع خارج الأوعية الدموية جلطة دموية تُعرف بورم دموي. تتحلل جميع الخلايا المتواجدة في الجلطة الدموية وتموت، وهذا ينطبق أيضًا على بعض الخلايا الواقعة خارج الجلطة الدموية الملاصقة لمكان الإصابة، بينما تنجو وتتضاعف الأرومات الليفية داخل هذه المنطقة نفسها حيث تُشكل تكدس خلوي مرخي متخلل فيما بين أوعية دموية صغيرة تُعرف بالنسيج الحُبَيبِيّ.

## المرحلة الترميمية
بعد الكسر بعدة أيام، تتضاعف خلايا السمحاق وتتحول. و تتطور الخلايا السمحاقية القريبة من فجوة الكسر لأرومات غضروفية التي تُكون الغضروف الهياليني (الزجاجي)؛ بينما تتطور الخلايا السمحاقية البعيدة عن فجوة الكسر لأرومات عظمية التي تُكون العظم المحبوك. وتتطور الأرومات الليفية المتواجدة في النسيج الحُبَيبيّ لأرومات غضروفية والتي تُكون أيضًا الغضروف الزجاجي. وينمو هذان النسيجان الجديدان حتى يلتئما مع نظيريهما من أجزاء الكسر الأخرى.وتبلغ هذه العمليات ذروتها في كتلة جديدة من الأنسجة المتغايرة المنشأ والتي تُعرف بثقن الكسر. وفي النهاية، تُسد فجوة الكسر عن طريق الغضروف الزجاجي والعظم المحبوك؛ مستعيدًا العظم بعضًا من قوته الأصلية.
وتعد المرحلة التالية مرحلة حلول العظم الصفاحي محل الغضروف الزجاجي والعظم المحبوك. وتُعرف عملية إحلال المحل هذه بالتعظم الغضروفي بالنسبة للغضروف الزجاجي أو بالاستبدال العظمي بالنسبة للعظم المحبوك. و يسبق حلول العظم الصفاحي محل العظم المحبوك حلوله محل الغضروف الزجاجي. ويبدأ العظم الصفاحي في التشكل بعدما يتمعدن ( بترسب الكالسيوم) كلاً من قالبا الكولاجين للنسيجين. وفي تلك اللحظة، تخترق القنوات القالبان الممعدنان وتحتوي كل من هذه القنوات على أوعية مجهرية وأرومات غضروفية عديدة. وتشكل الأرومات الغضروفية عظم صفاحي جديد على السطح المكشوف للقالبين الممعدنين. ويكون العظم الصفاحي الجديد على هيئة عظم تربيقي. وفي آخر الأمر، يحل العظم التربيقي محل كلاً من العظم المحبوك وغضروف ثقد الكسر الأصلي؛ مسترجعًا العظم معظم قوته الأصلية.

## مرحلة إعادة التشكيل
يحل العظم المكتنز محل العظم التربيقي في عملية إعادة التشكيل. ويكون هذا بارتشاف الأرومات العظمية للعظم التربيقي مكونة وحدة ارتشاف مسطحة تُعرف ب"جوبة هاوشيب"، ثم تُرسب الأرومات العظمية العظم المكتنز داخل وحدة الارتشاف. وفي النهاية، يعاد تشكيل ثقد الكسر تشكيلاً جديدًا يطابق قوة وهيئة العظم الأصلي. وتأخذ مرحلة إعادة التشكيل مابين ثلاث إلى خمس سنوات معتمدةً على عوامل كالسن والحالة الصحية. وبالإمكان تعزيز هذه العملية من خلال مواد حيوية صناعية قابلة للحقن كالسيرامينت الذي ينمي العظم على السطح ويعزز من التئام الكسر.

## المضاعفات
وتتضمن: 
- التئام آجل؛ إمدادات دم ضعيفة أو التهاب.
- عدم الالتئام؛ فقدان العظم أو تلوث الجرح.

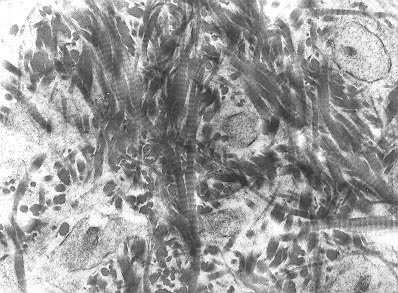
ألياف كولاجين العظم المحبوك

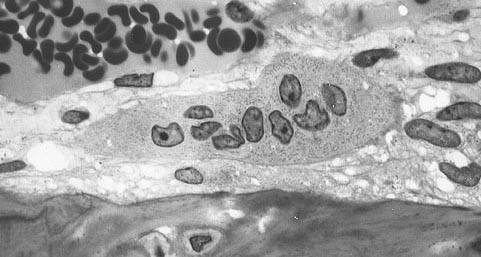
أرومات عظمية مظهرة العديد من النوى داخل سيتوبلازمها الرغوي

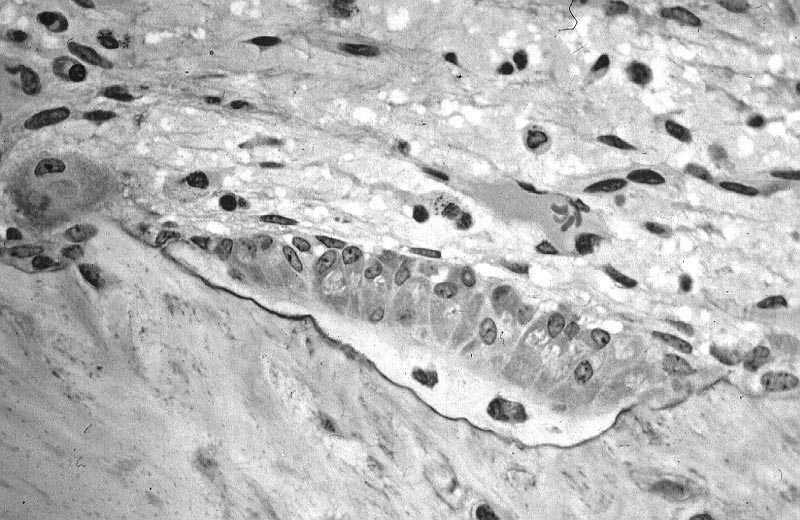
تشكيل الأرومات العظمية، المحتوية على خليتين عظميتين،للعظم المكتنز داخل وهده الارتشاف الواقعة في العظم الترببيقي.

- التئام تليفي؛ تثبيت خاطئ.